# Sea-U

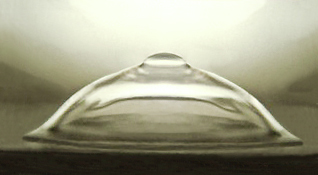
Linse Sea-U (durch die starke künstliche Beleuchtung trocknet der dünnere, periphere Teil der Linse sofort aus und schrumpft. Der Rand hingegen liegt in etwas Wasser, er trocknet weniger aus. Gleichzeitig sackt das Gewölbe der Linse ein wenig durch. Aus diesen drei Effekten ergibt sich die Form, die an einen Lampenschirm erinnert. In Wahrheit ist der periphere Teil der Linse viel kugeliger. Auch die Größe der Optik erscheint daher relativ größer als sie ist)

Sea-U war eine Kontaktlinse des Kontaktlinsenspezialisten Rainer Holland (Holland & Dorider Contactlinsen, Hamburg), die es Freitauchern ermöglichen sollte, unter Wasser ohne Tauchmaske scharf sehen zu können. Sie wurde von der Firma HERZ Submicron Lathing s.r.l. in Catania/Sizilien gefertigt. Die Herstellung wurde jedoch nach Rainer Hollands Pensionierung und aus mangelnder Nachfrage inzwischen eingestellt.

## Namensherkunft
Der Name Sea-U ist ein Wortspiel eines britischen Journalisten, dem das Wort Unterwasserlinse nicht gefiel, aus der Redewendung see you! (englisch für wir sehen uns!) und dem Begriff sea (englisch für Meer). Der Name versinnbildlicht die Funktion, im Wasser scharf sehen zu können.

## Physikalischer Hintergrund
Das menschliche Auge ist an den Brechungsindex der Luft angepasst. Gelangt die Vorderfläche des Auges, also die Hornhaut (Cornea), ins Wasser, verringert sich die optische Wirkung an der Hornhaut auf fast Null. Die Ursache dafür sind die fast identischen Brechungsindizes der Hornhaut und des Wassers. Es entsteht ein optischer Fehler von etwa 44 Dioptrien – ein Mensch sieht somit unter Wasser ohne Maske nur noch schemenhaft, maximal ist Fingerzählen direkt vor den Augen möglich.
Für gewöhnlich wird für eine klare Sicht unter Wasser eine Tauchmaske aufgesetzt. Das Auge grenzt dabei nach wie vor an die Luft innerhalb der Maske, die wiederum durch eine plane Scheibe vom Wasser getrennt ist. Dieses System gewährt eine scharfe, aber um ⅓ vergrößerte Sicht.
Der Druck innerhalb der Tauchermaske muss während des Abtauchens mehrmals bewusst angepasst werden. Dies geschieht durch Einblasen von Luft aus der Lunge durch die Nase. Dieser Umstand ist Freitauchern nur bedingt möglich, da sie nur eine Lungenfüllung Luft mit sich führen und der mehrmalige Druckausgleich in der Maske zu einem signifikanten Verlust von Luft und somit zu kürzeren Tauchgängen führt. Zumal in größeren Tiefen ist das Volumen der komprimierten Lunge dafür zu klein.
Um das Maskenvolumen zu verringern, spritzen viele Freitaucher ihre Maske bis auf einen kleinen Sichtkanal komplett mit einem Füllmaterial wie Silikon aus. Dadurch verringert sich das zum Maskendruckausgleich notwendige Luftvolumen erheblich. Werden Schwimmbrillen (d. h. ohne Nasenerker) zum Freitauchen benutzt, kann allerdings kein Druckausgleich über die Nase erfolgen, da diese im Wasser liegt und mit einer Klemme verschlossen wird, um das Eindringen von Wasser in die Lunge zu verhindern.

## Eigenschaften

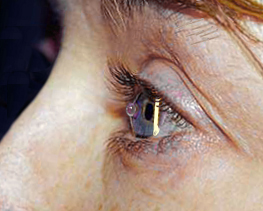
Sea-U im Licht einer Spaltlampe. Daher der helle vertikale Beleuchtungsfleck. Man kann sehr gut sehen, wie klein und hoch die Optik ist.

Um den entstehenden optischen Fehler auszugleichen, bedarf es einer extrem starken Kontaktlinse die noch im Wasser 44 Dioptrien Wirkung hat. Da der Brechungsindex von weichen Linsen auch nur gering höher ist als der von Wasser, muss diese Linse extrem stark sein. Die Sea-U verfügte im Zentrum daher über eine ca. +240 Dioptrien starke, fast halbkugelförmige Optik mit einem Durchmesser von nur 2 mm. Viel größer konnte man sie nicht machen, da es schon fast eine Halbkugel war.
An Land war mit dieser Linse nur eine zentral unscharfe Sicht möglich. Scharfe Abbildungen konnten nur außerhalb der kleinen zentralen Optik erfolgen. Der Benutzer war jedoch nach dem zusätzlichen Aufsetzen einer mit Wasser gefüllten Tauchmaske oder Schwimmbrille dazu in der Lage, mit dem Zentrum scharf zu sehen. Mit dem Einstieg ins Wasser wurde diese Schwimmbrille dann abgesetzt.
Da das Auge mit der Sea-U ohne Abstand an das umgebende Wasser grenzte, entfiel die vergrößerte Wahrnehmung, die bei luftgefüllten Tauchmasken durch die Entfernung des Auges zum Wasser entsteht.

### Fixierung
Um einen gut zentrierten und unverrückbaren Sitz der Linse am Auge zu gewährleisten, setzte der Benutzer eine Schwimmbrille auf, die dann mit Süßwasser gefüllt wurde. Durch die osmotischen Unterschiede zwischen Wasser und der Bindehaut (Konjunktiva) kommt es so zu einem Aufquellen (Ödem) der unbedeckten Bindehaut. Sie wird dort dicker als der Linsenrand und es entsteht ein umlaufender Wulst, der die Sea-U wie in einer Form fixierte.
Durch den Kontakt mit Salzwasser kommt es zum Entquellen der Bindehaut, die Sea-U kann sich nach etwa 15 Minuten wieder frei bewegen damit ist die Benutzung im Salzwasser auf diese maximalen 15 Minuten beschränkt.
Wird die Linse im Süßwasser benutzt, bleibt sie stets fest sitzen. Um sie danach wieder zu lösen, wird in eine aufgesetzte Schwimmbrille isotonische oder gar hypertonische Kochsalzlösung gefüllt, das Ödem der Bindehaut geht dadurch zurück, die Linse wird am Auge wieder beweglich und kann dann abgenommen werden.

## Prüfung im Tauchturm der Bundesmarine
Um zu ermitteln wie gut die Sehschärfe mit der Sea-U tatsächlich ist, erhielten Freitaucher Benjamin Franz, auf dessen Anfrage die Linse entwickelt worden war, und Rainer Holland die Genehmigung, zusammen mit einem Kamerateam den 32 m tiefen Tauchturm der Bundesmarine in Neustadt zu nutzen. Hier wurden unter Wasser die Sehleistungen auf 5 m Entfernung und im Nahbereich ermittelt. Da bei der dortigen hellen Beleuchtung im Wasser die Pupillen von Benjamin Franz recht eng wurden, war kaum ein Störeinfluss von Abbildungen außerhalb der kleinen Optik vorhanden und einen Visus von 0.80  auf Entfernung und 1.00 auf Nähe überragend gut. Im Freiwasser, besonders in größeren und somit dunkleren Tiefen war der Effekt der Linse kleiner, da dort die Pupillen deutlich größer sind.

## Einsatz beim Rekordversuch von Benjamin Franz
Mit der Linse Sea-U brach Freitaucher Benjamin Franz 1999 am Panoramariff vor Port Safaga im Roten Meer den deutschen Rekord in der Disziplin No Limits.
Bei seinen Rekordversuchen im kalten Attersee setzte er eine größere mit Süßwasser gefüllte Schwimmbrille über die Linsen, um die Augen vor Kälte zu schützen und gleichzeitig die Nachteile einer luftgefüllten Schwimmbrille zu vermeiden.

## Weitere Einsätze
Es wurden Unterwassermodels mit der Sea-U ausgerüstet, die damit ohne Maske den Kameramann sehen und seinen Zeichen folgen können. Gleichzeitig wurde die Hornhaut vor den Einwirkungen von Chlorwasser geschützt.

## Ähnliche Entwicklungen
Ebenfalls aus dem Grund, das Maskeninnevolumen zu reduzieren, erfand Eric Fattah 1988 eine Maske namens Fluid Goggles, in die eine Salzlösung in den Raum zwischen Maske und Auge injiziert wird. Außerdem verfügt sie über eine Linse, um klare Sicht zu ermöglichen. Ein Druckausgleich ist somit nicht mehr notwendig.
Auch die Firma Trygons produziert seit 2007 eine flexible Maske namens Fluid Goggles, die ebenfalls keinen Luftraum zwischen Auge und Wasser aufweist.